# Pontiac Vibe
Pontiac Vibe — субкомпактвэн компании Pontiac, поступивший в продажу в 2002 году. Он был совместно разработан компанией General Motors вместе с Toyota, производящей механически подобную Toyota Matrix. Главными конкурентами этой модели являются Mazda 3, Dodge Caliber и Chevrolet HHR.
С 2002 по 2004 год переработанный праворульный вариант Vibe экспортировался как Toyota Voltz на внутренний рынок Японии. Toyota Voltz не была популярна в Японии, и его продажи прекратились после двух модельных лет.

## Первое поколение (2002 г.)
Vibe 2003—2006 годов был доступен в экономичной базовой комплектации, средней комплектации AWD и более мощной спортивной комплектации GT.
Для этого автомобиля доступны силовые агрегаты: 1,8-литровый рядный 4-цилиндровый 16-клапанный двигатель Toyota мощностью 126 л. с. (94 кВт) на базовой модели (с механической или автоматической коробкой передач), 118 л. с. на полноприводной модели (только с автоматической коробкой передач), или версия с VVTL-i мощностью 164 л. с. (122 кВт) для GT (только 6-ступенчатая механическая коробка передач). Когда-то Vibe был самым экономичным автомобилем, продаваемым GM в Северной Америке, но перестал быть таковым после пересмотренных процедур испытаний Агентства по охране окружающей среды США в 2008 году.
Хотя Vibe и Matrix имеют схожую конструкцию, на самом деле эти две марки используют несколько разных компонентов, специфичных для каждой марки, для своих
систем отопления и кондиционирования. К этим компонентам относятся компрессор кондиционера и соответствующие шланги, шланги отопителя, сердечник отопителя и поликлиновый ремень.
Между модельными годами произошли некоторые незначительные изменения. Впервые Vibe был выпущен в 2002 году и поступил в продажу как модель 2003 года. Номинальная мощность первых трех модельных лет была немного выше: GT до 180 л. с. (134 кВт), базовая модель — 130 л. с. (97 кВт), а полноприводная модель — 123 л. с. (92 кВт).). Заявки на мощность двигателя были уменьшены в 2006 году в результате повторных испытаний Toyota своих двигателей на соответствие новому стандарту рейтингов Общества автомобильных инженеров (SAE). Комплектации GT и полноприводные модели были сняты с производства в 2007 модельном году из-за плохих продаж и новых федеральных стандартов выбросов.
В 2005 модельном году передняя панель была обновлена. В попытке «сблизить» внешний вид Pontiac передняя решетка была изменена, чтобы напоминать внешний вид Pontiac Solstice, который также используется в других автомобилях линейки Pontiac. Передняя решетка Vibe 2003—2004 годов больше напоминала Pontiac Aztek.
Одометры Vibe/Matrix/Corolla первого поколения не способны «перевалить» 299 999 км или 299 999 миль. В настоящее время для этого не существует отзыва или «исправления». Пробег необходимо отслеживать вручную, пока не будет найдено решение.

### Toyota Voltz
Toyota Voltz — пятидверный хэтчбек, который продавался компанией Toyota с июля 2002 года по март 2004 года на внутреннем рынке Японии. Произведенный NUMMI вместе с Vibe, Voltz экспортировался в Японию вместо Toyota Matrix. В Японии модельный ряд был эксклюзивным для японского дилерского центра Toyota под названием Toyota Netz Store.
За исключением значков и боковых зеркал, Voltz поделился внешним видом с Vibe, включая двойные передние решетки, разработанные в стиле Pontiac. Вместо логотипа Pontiac Arrowhead, Voltz носит стилизованный знак буквы «V» между решетками и обычными боковыми зеркалами, а не складными зеркалами из-за правил. Помимо традиционного праворульного привода, Voltz отличался от Vibe тем, что позаимствовал дизайн салона у Matrix. Продав чуть более 10 000 единиц, Toyota прекратила продажи Voltz, выбрав Toyota Auris в качестве его ближайшего функционального преемника.

## Второе поколение (2008 г.)
Vibe был модернизирован вместе с Matrix в 2009 модельном году и дебютировал на автосалоне в Лос-Анджелесе в декабре 2007 года . Первые поставки дилерам были
опубликованы на веб-сайте GM в апреле 2008 года с комментариями о том, что первоначальные продажи были высокими. Первые единицы были доставлены покупателям в начале марта. «Дизайн нового Vibe спортивный, но при этом полностью функциональный», — говорит Рон Аселтон, главный дизайнер. «Чистые линии, минимальные свесы и сдвинутые к углам колеса придают автомобилю мускулистую осанку».
Возвращаются комплектации GT и варианты AWD, а также два новых рядных четырехцилиндровых двигателя (2,4-литровый 2AZ-FE от Toyota также использовался на Camry (и RAV4 2005—2008 годов) для комплектаций AWD и GT, а также в качестве опции на базе. и новый 1,8-литровый двигатель 2ZR-FE в базовой комплектации). Это также была последняя новая модель Pontiac и единственный оставшийся автомобиль марки в 2010 модельном году. GM прекратила производство Vibe в августе 2009 года.
Второе поколение Vibe также предлагало компьютеризированную систему контроля тяги и систему контроля тяги StabiliTrak. Как и первое поколение, оно предлагало антиблокировочную систему тормозов. Задние дисковые тормоза были стандартными для всех моделей. Багажники больше не входили в стандартную комплектацию. Выходная мощность 1,8-литрового двигателя составляла 132 л. с. (98 кВт), а выходная мощность 2,4-литрового двигателя — 158 л. с. (118 кВт) при 5600 об / мин и 162 фунт-фут (220 Нм) при 4000 об / мин.
Vibe предлагал пассажирский объем 2,59 м 3 с полностью сложенными задними сиденьями. Грузовой отсек имел высоту 30 дюймов (760 мм) и ширину 40 дюймов (1000 мм), что достаточно велико, чтобы вместить стиральную машину или сушилку для белья стандартного североамериканского размера с достаточным дополнительным пространством для тележки для бытовой техники.

## Прекращение производства
27 апреля 2009 года GM объявила о прекращении производства Vibe, как и всех других моделей Pontiac, к концу 2010 года. Позже было объявлено, что производство Vibe завершится в августе 2009 года, и последний Vibe покинул производство. сборочная линия 17 августа 2009 года, согласно источнику на genvibe.com. Это поставило Toyota перед серьезной проблемой, поскольку им пришлось приложить все усилия, чтобы переместить часть инструментов, которые совместно использовались для производства Matrix, на другой завод.
Изначально GM не производила компактный хэтчбек, который мог бы прийти на смену Pontiac Vibe, а предпочла объединить его с хэтчбеком Chevrolet Sonic и небольшим кроссовером Buick Encore. В Канаде GM последовала за Vibe, выпустив более крупный компактвэн Chevrolet Orlando, пришедший на смену Chevrolet HHR. В 2016 году компания Chevrolet представила в Северной Америке версию хэтчбека Chevrolet Cruze.

## Отзывные кампании
В январе 2010 года сайт Autoblog.com сообщил, что Pontiac Vibe 2009 и 2010 модельного года также включены в отзыв автомобилей Toyota 2009—2010 годов, связанных с непреднамеренным ускорением из-за общих компонентов с Toyota Matrix. Еще один отзыв Vibe произошел осенью 2009 года из-за того, что коврик мешал педалям акселератора. Это также часть отзыва Toyota.
26 августа 2010 года был объявлен очередной отзыв моделей Vibe 2005—2008 годов, оснащенных двигателем 1ZZ-FE и полным приводом. В уведомлении об отзыве говорится, что неправильно изготовленный модуль управления двигателем (ECM) может дать трещину в своей схеме, что может привести к загоранию индикатора «check engine», резкому переключению передач, отказу двигателя при запуске.
В середине октября 2014 года Vibe вместе с Saab 9-2x были отозваны из-за неисправных подушек безопасности Takata, поставленных крупной компанией-поставщиком подушек безопасности. Неизвестно, сколько Vibe было отозвано.

## Двигатели

### Pontiac Vibe I (2002—2008)
- 1.8 L 1ZZ-FE (LV6) I4
- 1.8 L 2ZZ-GE (LNK) I4

### Pontiac Vibe II (2008—2009)
- 1.8 L 2ZR-FE I4
- 2.4 L 2AZ-FE I4

## Продажи
| год  | США    | Канада |
| ---- | ------ | ------ |
| 2002 | 39.082 | N/A    |
| 2003 | 56,922 | N/A    |
| 2004 | 58,894 | 10,025 |
| 2005 | 64,271 | 11,363 |
| 2006 | 45,221 | 11,444 |
| 2007 | 37,170 | 12,915 |
| 2008 | 46,551 | 17,335 |
| 2009 | 33,842 | 11,537 |
| 2010 | 97     | 1,559  |